# Blažovce
Blažovce (Hongaars: Turócbalázsfalva) is een Slowaakse gemeente in de regio Žilina, en maakt deel uit van het district Turčianske Teplice.
Blažovce telt 168 inwoners.